# Kienberg
Kienberg je přírodní památka východně poblíž města Mikulov v okrese Břeclav v Jihomoravském kraji. Chráněné území je ve správě AOPK ČR – Regionálního pracoviště Jižní Morava.

## Předmět ochrany
Předmětem ochrany je opuštěný lom, který je bohatým nalezištěm fosilií. Jedná se o paleontologické naleziště miocenní fauny evropského významu. Pro lokalitu jsou charakteristická stepní lada s roztroušenými křovinami s výskytem zvláště chráněných a ohrožených teplomilných druhů rostlin a živočichů. Zároveň se jedná o biotop druhů ptačí oblasti a ukázku typického krajinného prvku území CHKO Pálava.

## Fotogalerie

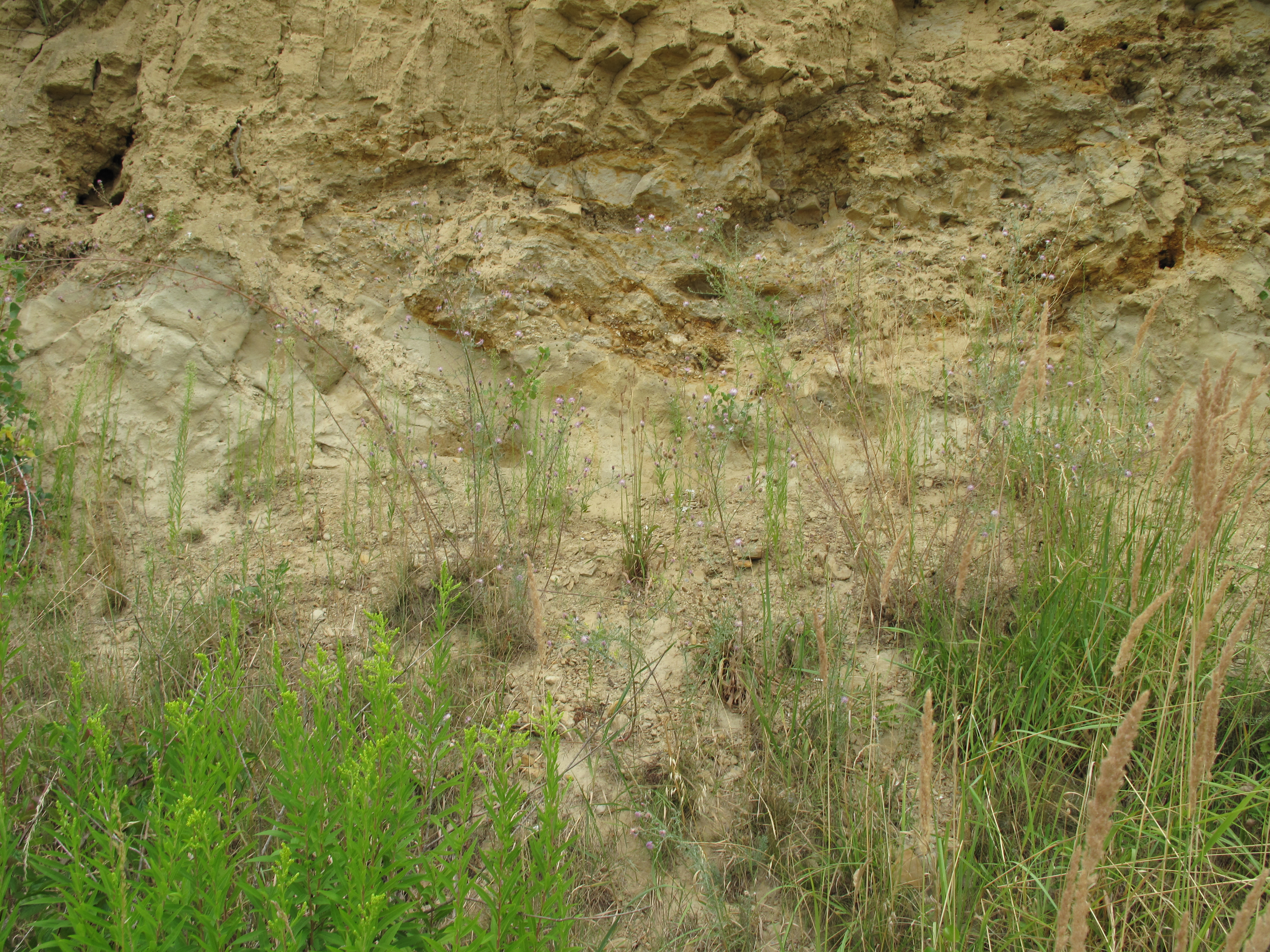
Vrstvy profilu
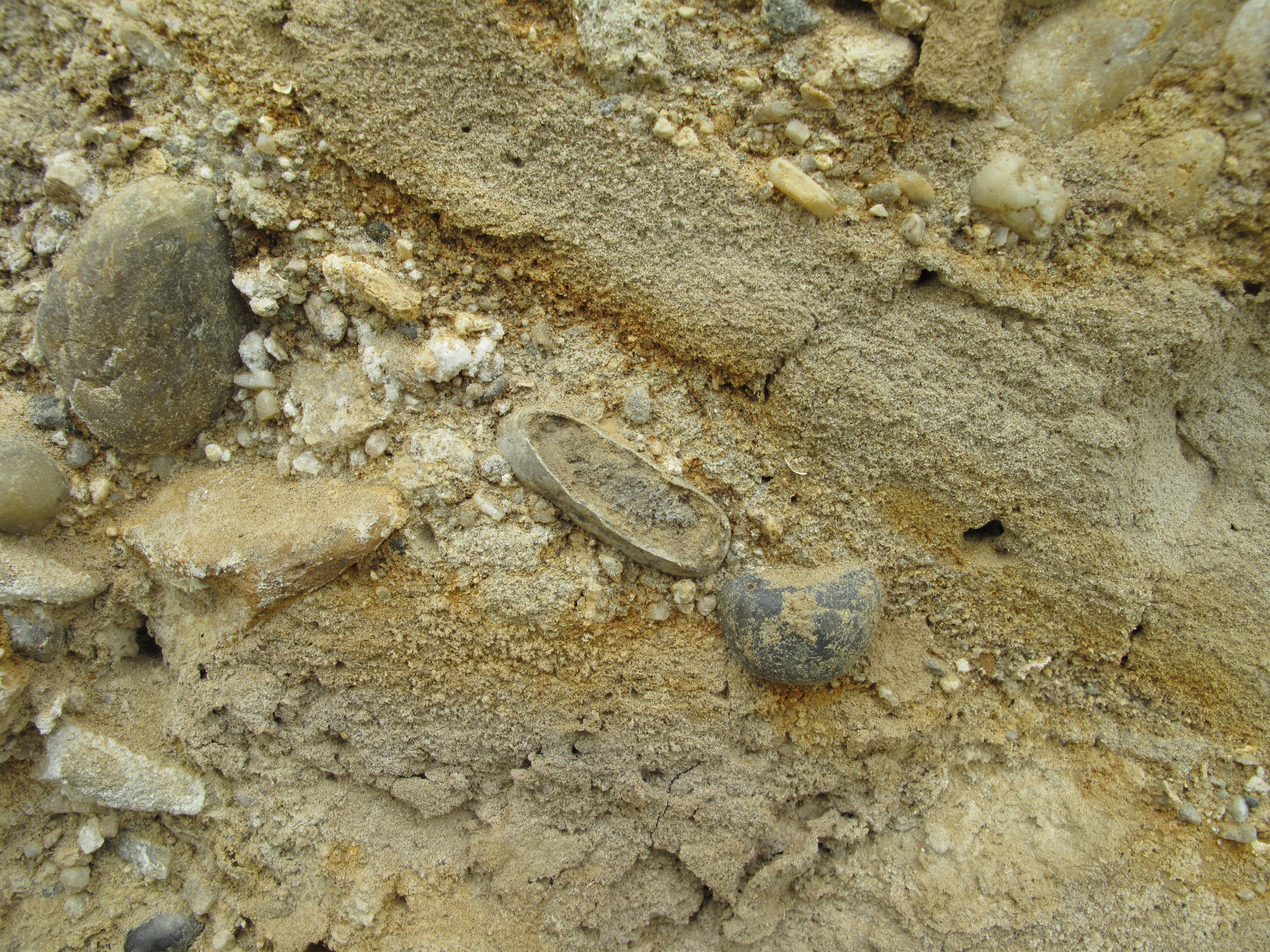
Valouny ve štěrku
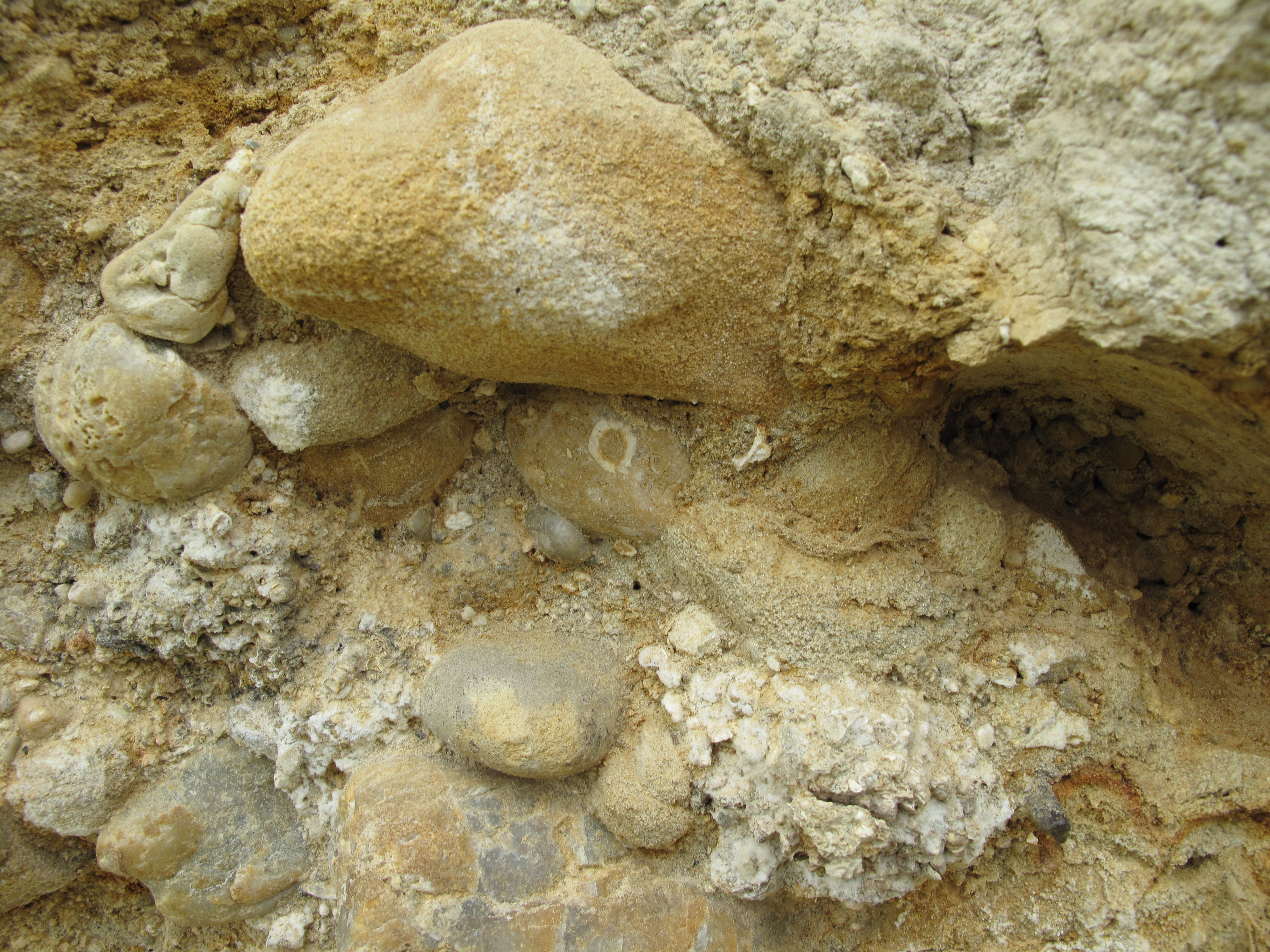
Valouny ve štěrku
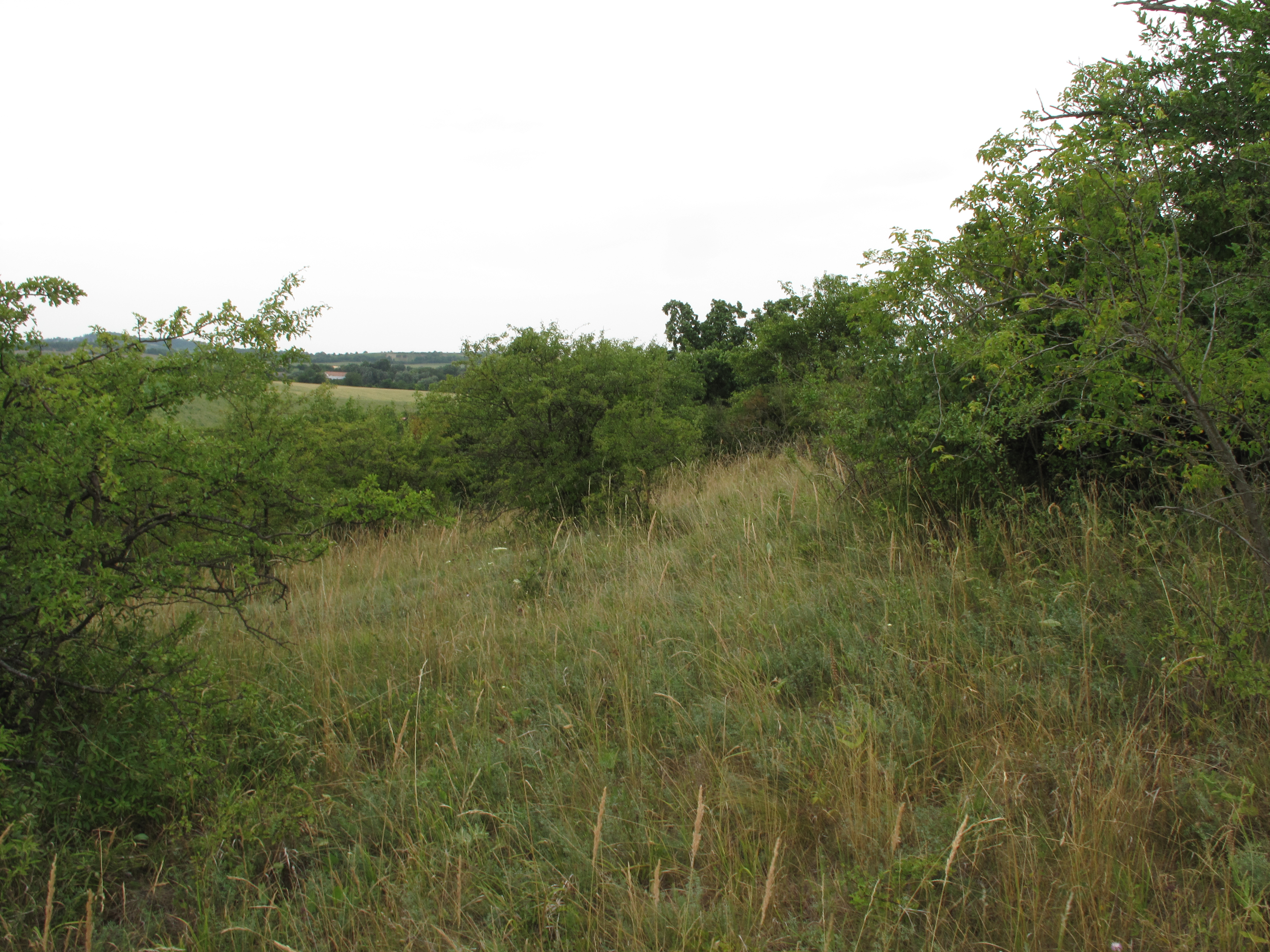
Step